# Dresslerella archilae
Dresslerella archilae là một loài lan.